# Yoshi's Island DS
 (avril 2020).
Si vous disposez d'ouvrages ou d'articles de référence ou si vous connaissez des sites web de qualité traitant du thème abordé ici, merci de compléter l'article en donnant les références utiles à sa vérifiabilité et en les liant à la section « Notes et références ».
Yoshi's Island DS, nommé Yoshi Island DS (ヨッシー アイランド DS, Yosshī Airando Dī Esu) au Japon, est un jeu vidéo de plates-formes développé par Artoon et édité par Nintendo, sorti en 2006 sur Nintendo DS. Il est la suite de Super Mario World 2: Yoshi's Island, sorti en 1995 sur Super Nintendo.

## Trame
Yoshi Vert entreprend une petite balade quand Bébé Mario et Bébé Peach tombent du ciel. Bébé Mario est très triste car son frère a été enlevé avec d'autres enfants. Les 10 Yoshis (2 apparaitront à la fin du jeu) partent pour l'aventure avec la cigogne derrière eux. Le plan de Kamek et de Bowser (qui est venu du futur) consiste à kidnapper les bébés du monde entier afin d'avoir 7 étoiles qui lui permettront de conquérir le monde. C'est Bébé Mario, Bébé Luigi, Bébé Peach, Bébé DK, Bébé Wario, Bébé Bowser et un bébé Yoshi qui détiennent les 7 étoiles.

## Système de jeu
Yoshi ne peut porter qu'un bébé à la fois. Des panneaux cigognes lui permettent d'en changer. Il saute avec B et peut planer si on reste appuyé sur le bouton, tire la langue avec Y, tire un œuf avec A ou R. Il existe 2 façons de tirer : une calme et une rapide. En calme, vous devez appuyer 2 fois sur R, et en rapide vous devez maintenir puis lâcher le bouton R pour tirer un œuf.
Chaque bébé que porte Yoshi possède un pouvoir particulier :
- Bébé Mario : quand on récupère une étoile, Bébé Mario se transforme en Super Bébé. Ce pouvoir lui permet de courir très vite, de marcher sur les murs, ll court vite en appuyant sur Y. Quand on le porte, les œufs de Yoshi rebondissent sur les murs et dégomment certains ennemis. Yoshi court légèrement plus vite avec ce bébé
- Bébé Luigi : c'est celui que l'on doit sauver.
- Bébé Peach : elle possède une ombrelle, ce qui rallonge la durée du vol. Son ombrelle permet également de sauter plus haut quand il y a du vent. Quand on la porte, les œufs de Yoshi éclatent au premier contact avec un obstacle.
- Bébé Donkey Kong : il permet de grimper aux lianes. Ce n'est sûrement pas sans rappeler Donkey Kong Jr. Avec lui, les œufs explosent au premier contact. Il est plus lourd que les autres bébés ce qui réduit la hauteur du saut de Yoshi.
- Bébé Wario : il possède un gros aimant, qui permet d'attraper les pièces à distance, d'activer certaines plates-formes ou certains blocs. Mêmes œufs que Bébé Mario.
- Bébé Bowser : il crache des flammes ce qui permet de se débarrasser facilement de la plupart des ennemis. Mêmes œufs que Bébé Mario.

## Développement
Le jeu est annoncé par la société Nintendo en conférence de presse le 9 mai 2006.